# 가브릴로 프린치프
가브릴로 프린치프(보스니아어: Gavrilo Princip, 세르비아어: Гаврило Принцип / Gavrilo Princip, 1894년 7월 25일 보스니아 헤르체고비나 오블랴이(Obljaj) ~ 1918년 4월 28일 체코 테레진)는 남슬라브족의 통일을 목표로 삼은 보스니아의 세르비아계 민족주의자이다. 제1차 세계 대전의 도화선이 된 사라예보 사건의 당사자이기도 하다.

## 어린 시절
보스니아 헤르체고비나의 보산스코그라호보 인근에 위치한 오블랴이 마을에서 페타르 프린치프(Petar Princip)와 마리야 프린치프(Marija Princip, 결혼 이전의 성(姓)은 미치치(Mićić)) 부부의 아들로 태어났다.
프린치프에게는 9명의 형제가 있었는데 6명의 형제가 유아 시절에 병으로 사망했다. 이 사실을 알고 있던 세르비아 정교회 주교는 병약한 프린치프가 성장하는 과정에서 도움이 될 것이라면서 대천사 가브리엘에서 이름을 딴 "가브릴로"(Gavrilo)라는 이름을 붙여주었다.
프린치프의 부모는 무슬림 대지주 밑에서 일하던 빈농 출신이다. 그의 아버지였던 페타르는 청년 시절에 오스만 제국의 지배에 반대하는 봉기에 가담했지만, 봉기 이후의 삶이 어려워지면서 가족을 부양하기 위해 보스니아 북서부에서 달마티아로 물자를 수송하는 업무를 수행하게 된다.
1903년에는 아버지의 반대를 무릅쓰고 초등학교에 진학했다. 학교에서 좋은 성적을 낸 프린치프는 교장으로부터 세르비아어 서사시를 선물로 받았다. 13세 시절에는 오스트리아-헝가리 제국 사관학교로 입학시키려는 형 요반(Jovan)의 요구에 따라 사라예보로 이주하게 된다. 그렇지만 요반은 동생을 사관학교로 입학시키려던 계획을 포기하는 대신 상업학교에 입학했다. 요반은 삼림 벌채 공장에서 일하면서 얻은 수입으로 동생의 수업료를 지불했다.
1910년에 프린치프는 고향으로 귀환하면서 김나지움에 진학했다. 프린치프는 1910년에 보스니아 헤르체고비나 총독을 역임하고 있던 마리얀 바레샤닌(Marijan Varešanin)의 암살을 시도한 혐의로 처형된 보그단 제라이치(Bogdan Žerajić)의 영향을 받으면서 세르비아 민족주의에 심취하게 된다.

## 세르비아 민족주의 운동
프린치프는 1911년부터 세르비아 육군 장교들이 결성한 비밀 결사 조직인 흑수단, 보스니아의 범슬라브주의 혁명 조직인 청년 보스니아 대원으로 활동했다. 이들 단체는 범슬라브주의의 한 갈래로 나온 남슬라브주의 운동을 주장했다. 남슬라브주의 운동은 1878년 오스만 제국으로부터 독립한 세르비아 왕국이 주도하였으며 남슬라브족을 중심으로 하는 단일 국가 건설을 주장했다.
오스만 제국의 지배를 받고 있던 보스니아 헤르체고비나는 1878년에 체결된 베를린 조약에 따라 오스트리아-헝가리 제국의 점령 상태에 놓이게 된다. 1908년에는 오스트리아-헝가리 제국이 보스니아 헤르체고비나 공동통치령을 설립했다. 세르비아계 보스니아인인 프린치프를 비롯한 남슬라브주의자들은 보스니아가 독립하여 세르비아와 합치는 것을 원했는데 오스트리아-헝가리 제국은 러시아 제국의 지원을 받으며 남슬라브 운동을 부추기는 세르비아를 제지할 구실을 찾고 있었다.
1912년에는 오스트리아-헝가리 제국의 지배에 반대하는 시위를 주최한 혐의로 김나지움에서 퇴학당했다. 프린치프는 사라예보에서 280km 정도 떨어진 세르비아 베오그라드를 도보로 횡단했다. 프린치프는 흑수단의 게릴라 활동에 참여하기를 원했지만 키가 기준에 미달해서 거부당하고 만다. 실의에 빠진 프린치프는 사라예보에 있던 동생의 집에서 생활하게 된다. 프린치프는 청년 세르비아 대원 15명과 함께 훈련소에서 암살, 폭탄 제조 훈련을 받았고, 나중에 베오그라드로 귀환하게 된다.

## 사라예보 사건
흑수단 대원들은 오스트리아-헝가리 제국의 추정상속인이었던 프란츠 페르디난트 폰 외스터라이히에스테 대공과 그의 아내인 조피 초테크 폰 호엔베르크 여공작을 암살하려는 계획을 세웠다. 1914년 6월 28일에는 프란츠 페르디난트 대공 부부가 군사 훈련을 참관하기 위해 사라예보를 방문했다.
프린치프의 동료였던 네델코 차브리노비치는 프란츠 페르디난트 대공 부부가 타고 있던 차량에 수류탄을 던졌는데 차량 밑에 떨어진 수류탄이 터지면서 16명이 중상을 입었다. 차브리노비치가 수류탄을 던진 지 얼마 지나지 않아서 프린치프는 라틴 교 인근에 위치한 거리에서 프란츠 페르디난트 대공 부부를 권총으로 저격하여 암살했다. 프린치프는 사이안화물 성분이 들어간 캡슐을 삼키고 자살을 시도했지만, 독약이 불량품이었기 때문에 실패하고 만다. 뒤를 이어 권총 자살을 시도했지만 발포하기 직전에 군중들에게 붙잡히고 만다.
오스트리아-헝가리 제국 당국은 사라예보 사건을 계기로 세르비아 당국에 세르비아 영토 내에서 사건의 수사를 하게 해달라는 등의 요구를 담긴 통첩을 보냈다. 세르비아는 오스트리아-헝가리 제국의 요구를 대부분 수락한다고 밝혔지만 오스트리아-헝가리 제국은 세르비아에 선전 포고를 하여 제1차 세계 대전이 시작되었다.
프린치프는 오스트리아-헝가리 제국 당국으로부터 살인 혐의로 기소되었지만, 범행 당시에는 미성년자였기 때문에 사형을 집행할 수 없었고, 법원으로부터 징역 20년을 선고받게 된다. 제1차 세계 대전의 종전 이전에 테레진 감옥에서 23세의 나이로 결핵으로 사망했다.